# Protohippus
Protohippus (лат.) — вымерший род трёхпалых лошадей, который обитал в Северной Америке с конца миоцена до раннего плиоцена, приблизительно от 14 до 6 миллионов лет назад.
Эти звери были ростом с современного осла. Судя по строению черепа и зубов Protohippus были ближайшими родственниками рода Calippus.

## Виды
- † Protohippus vetus
- † Protohippus perditus
- † Protohippus supremus (синоним Protohippus simus)
- † Protohippus gidleyi